# Illats
Illats es una comuna francesa, situada en el departamento de la Gironda y la región de Aquitania. Municipio situado dentro de la comarca de Graves del viñedo de Burdeos; produce vino de la AOC Cérons.

## Demografía
| 979 | 1025 | 1000 | 1076 | 1158 | 1158 |
| Para los censos de 1962 a 1999 la población legal corresponde a la población sin duplicidades (Fuente: INSEE [Consultar]) |      |      |      |      |      |